# Czaszkowce
Czaszkowce – grupa zwierząt posiadających czaszkę. Zwykle synonimizowana z kręgowcami. W ujęciu kladystycznym jest to klad obejmujący kręgowce i śluzice.
Poza czaszką czaszkowce rozwinęły wiele zaawansowanych cech, które umożliwiają im posiadanie bardziej złożonej budowy. Analizy genetyki molekularnej wykazały, że w porównaniu do prostszych organizmów, czaszkowce rozwinęły podwójny zestaw grup genów odpowiedzialnych między innymi za przekazywanie sygnałów w komórce, transkrypcję i morfogenezę (zobacz geny homeotyczne).